# Michele Bertolami
Michele Bertolami (Novara di Sicilia, 15 ottobre 1815 – Roma, 5 agosto 1872) è stato un poeta, politico, avvocato giornalista italiano.

## Biografia
Laureatosi in giurisprudenza all'università di Palermo preferì dedicarsi alla poesia e alla politica piuttosto che alla professione di avvocato. 
Già nel 1835 pubblicò i primi versi su periodici palermitani. Fu in corrispondenza, tra gli altri, con Bellini, Leopardi. 
Nel 1848 a Messina partecipò attivamente ai moti, ospitando anche a casa propria Giuseppe La Masa, facendo parte del Comitato cittadino di Messina e venendo eletto al Parlamento generale di Sicilia nel collegio della propria città natale. 
Alla fine della rivoluzione andò in esilio a Malta e poi a Genova, dove insegnò letteratura italiana e dove riprese la sua attività di poeta. Dopo il 1860 rientrò in Sicilia ove si stabilì. 
Nel 1861 fu eletto dal collegio di Patti per la VIII legislatura, venendo sempre riconfermato anche nelle elezioni successive, sempre con ampie maggioranze.
Al parlamento siciliano aveva appoggiato i moderati e anche al parlamento nazionale si schierò con la destra. Si schierò contro la convenzione di settembre, che prevedeva lo spostamento della capitale a Firenze, appoggiò Ricasoli e votò contro il governo Rattazzi.
Nel 1866 fu tra i deputati che votarono per l'annullamento della elezione di Mazzini.

## Opere
- Messina nel 6 gennaro 1848, in L'Aquila siciliana, Messina, 17 febbraio 1848
- Versi, Torino 1858
- Commemorazione di Ruggiero Settimo., Torino, 1863
- Poesie e lettere edite e inedite, Palermo 1879; ed. postuma.